# Oudekki Loone

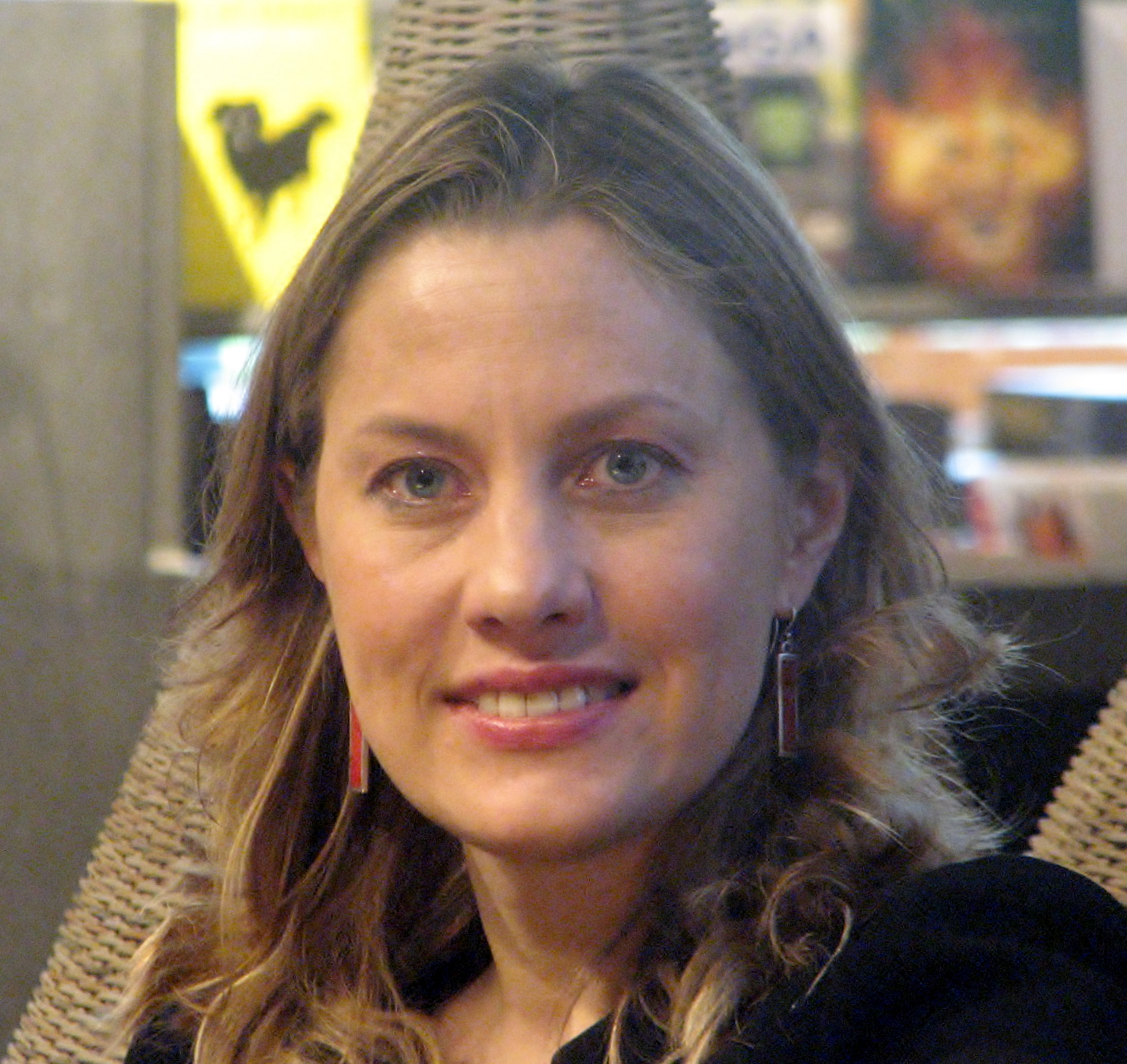
Oudekki Loone

Oudekki Loone (também Kerstin-Oudekki Loone ; nascida a 5 de fevereiro de 1979, em Tartu ) é uma política e cientista política estoniana . Ela é membro do XIII e XIV Riigikogu .
Em 2003 formou-se na Universidade de Tartu com especialidades em matemática e filosofia. Em 2005, ela formou-se na Universidade de Tallinn em ciências políticas.
Em 2007 foi observadora por curto prazo da Missão de Observação Eleitoral da OSCE, realizada no Quirguistão .
Em 2016, foi a Secretária-geral do Partido do Centro da Estónia .
Desde 2013 é membro do Partido do Centro da Estónia.
Em janeiro de 2022 ela nomeou Julian Assange para o Prémio Nobel da Paz .